# Euryphrissa homotropha
Euryphrissa homotropha is een vlinder uit de familie wespvlinders (Sesiidae), onderfamilie Sesiinae.
Euryphrissa homotropha is voor het eerst wetenschappelijk beschreven door Meyrick in 1921. De soort komt voor in het Neotropisch gebied.